# Gonaïves (arondisman)
Gonaïves, Les, jedan od 42  arondismana na Haitiju u departmanu Artibonite; 967 km²; 263,858 stanovnika 2003. Njegov istoimeno glavno središte Gonaïves, glavni je grad departmana Artibonite, a nalazi se uz zaljev Gonave. 
Česte su opasnocti od uragana i tropskih oluja pa ovo područje i grad stradavaju u poplavama (Jeanne, 2004; Ike, 2008)